# Tobias Slotsager
Tobias Slotsager (Morud, 1º gennaio 2006) è un calciatore danese, difensore del Verona.

## Carriera

### Club

#### Morud e Odense
Slotsager è cresciuto calcisticamente nella squadra della sua città natale, dove giocava principalmente da centrocampista ed attaccante. Con l'approdo all'Odense nel 2019 è stato arretrato nel ruolo di difensore centrale.
Il 21 maggio 2022 ha debuttato in prima squadra giocando gli ultimi dieci minuti dell'incontro di Superligaen perso 2-1 contro il Vejle. Il 12 agosto successivo ha firmato un contratto professionistico ed è stato definitivamente promosso in prima squadra.
Il 2 ottobre 2023 ha segnato il suo primo gol da professionista, nell'incontro casalingo perso 2-1 contro il Lyngby. Pochi giorni dopo è stato inserito dal The Guardian nella lista dei migliori sessanta calciatori nati nel 2006.

#### Verona
Il 3 febbraio 2025 viene acquistato dal Verona.

### Nazionale
Ha giocato nelle nazionali giovanili danesi Under-16, Under-17, Under-19 ed Under-21.

## Statistiche

### Presenze e reti nei club
Statistiche aggiornate al 3 febbraio 2025.
| Stagione        | Squadra         | Campionato      | Campionato | Campionato | Coppe nazionali | Coppe nazionali | Coppe nazionali | Coppe continentali | Coppe continentali | Coppe continentali | Altre coppe | Altre coppe | Altre coppe | Totale | Totale | Totale |
| Stagione        | Squadra         | Comp            | Pres       | Reti       | Comp            | Pres            | Reti            | Comp               | Pres               | Reti               | Comp        | Pres        | Reti        | Pres   | Reti   |        |
| --------------- | --------------- | --------------- | ---------- | ---------- | --------------- | --------------- | --------------- | ------------------ | ------------------ | ------------------ | ----------- | ----------- | ----------- | ------ | ------ | ------ |
| 2021-2022       | Odense          | SL              | 0+1        | 0          | CD              | 0               | 0               | -                  | -                  | -                  | -           | -           | -           | 1      | 0      |        |
| 2022-2023       | Odense          | SL              | 3+9        | 0          | CD              | 0               | 0               | -                  | -                  | -                  | -           | -           | -           | 12     | 0      |        |
| 2023-2024       | Odense          | SL              | 20+10      | 1          | CD              | 1               | 0               | -                  | -                  | -                  | -           | -           | -           | 31     | 1      |        |
| 2024-feb. 2025  | Odense          | 1D              | 14         | 0          | CD              | 1               | 0               | -                  | -                  | -                  | -           | -           | -           | 15     | 0      |        |
| Totale Odense   | Totale Odense   | Totale Odense   | 37+20      | 1          |                 | 2               | 0               |                    | -                  | -                  |             | -           | -           | 59     | 1      |        |
| feb.-giu. 2025  | Verona          | A               | 0          | 0          | CI              | 0               | 0               |                    | -                  | -                  |             | -           | -           | 0      | 0      |        |
| Totale carriera | Totale carriera | Totale carriera | 57         | 1          |                 | 2               | 0               |                    | -                  | -                  |             | -           | -           | 59     | 1      |        |

### Cronologia presenze e reti in nazionale
| Cronologia completa delle presenze e delle reti in nazionale ― Danimarca under 21 | Cronologia completa delle presenze e delle reti in nazionale ― Danimarca under 21 | Cronologia completa delle presenze e delle reti in nazionale ― Danimarca under 21 | Cronologia completa delle presenze e delle reti in nazionale ― Danimarca under 21 | Cronologia completa delle presenze e delle reti in nazionale ― Danimarca under 21 | Cronologia completa delle presenze e delle reti in nazionale ― Danimarca under 21 | Cronologia completa delle presenze e delle reti in nazionale ― Danimarca under 21 | Cronologia completa delle presenze e delle reti in nazionale ― Danimarca under 21 |
| Data                                                                              | Città                                                                             | In casa                                                                           | Risultato                                                                         | Ospiti                                                                            | Competizione                                                                      | Reti                                                                              | Note                                                                              |
| --------------------------------------------------------------------------------- | --------------------------------------------------------------------------------- | --------------------------------------------------------------------------------- | --------------------------------------------------------------------------------- | --------------------------------------------------------------------------------- | --------------------------------------------------------------------------------- | --------------------------------------------------------------------------------- | --------------------------------------------------------------------------------- |
| 15-11-2024                                                                        | Aquisgrana                                                                        | Germania under 21                                                                 | 3 – 0                                                                             | Danimarca under 21                                                                | Amichevole                                                                        | -                                                                                 | 71’                                                                               |
| Totale                                                                            |                                                                                   | Presenze                                                                          | 1                                                                                 |                                                                                   | Reti                                                                              | 0                                                                                 |                                                                                   |